# Gokulam Kerala Football Club
Dernière mise à jour : 21 août 2024.
Le Gokulam Kerala Football Club (en malayalam : ഗോകുലം കേരള ഫുട്ബോൾ ക്ലബ്, et en hindi : गोकुलम केरल फुटबॉल क्लब), plus couramment abrégé en Gokulam Kerala, est un club indien de football fondé en 2017 et basé dans la ville de Kozhikode, dans l'État de Kerala.

## Histoire
Le Gokulam Kerala FC est fondé en 2017 dans la ville de Kozhikode, le club est surnommé les Malabarians comme il représente la région de Malabar.
Le club appartenant au Sree Gokulam Group est invité à participer au championnat 2017-2018 de l'I-League, il termine 7e sur 10 lors de sa première saison.
La saison suivante, le club termine à l'avant dernière place et évite ainsi la relégation. Avec l'arrivée d'un entraîneur espagnol, Fernando Andres Santiago, le club termine la saison 2019-2020 à la 5e place et remporte la Durand Cup 2019, son premier titre national.
Lors de la saison 2020-2021, avec le nouvel entraîneur italien, Vincenzo Alberto Annese, le club termine la première phase à la 4e place, puis réalise un parcours sans fautes lors des play-offs du championnat (4 victoires et un nul) pour terminer à la première place, c'est le premier club de l'État du Kerala à remporter le championnat d'Inde. Avec ce titre, le club se qualifie pour la Coupe de l'AFC 2022.

## Palmarès
| Compétitions nationales                                                                                     |
| --- |
| \| - Championnat d'Inde (2) : - Champion : 2020-21, 2021-22. - Durand Cup (en) (1) : - Vainqueur : 2020. \| |
| - Championnat d'Inde (2) : - Champion : 2020-21, 2021-22. - Durand Cup (en) (1) : - Vainqueur : 2020.       |

## Personnalités du club

### Présidents
- Gokulam Gopalan

### Entraîneurs
| - Bino George (8 octobre 2017 - 26 février 2019) - Gift Raikhan (26 février 2019 - 1er juillet 2019) | - Fernando Santiago Varela (1er juillet 2019 - 16 juin 2020) - Vincenzo Alberto Annese (19 août 2020 - ) |